# Wolleka
Wolleka est un village d'Éthiopie, proche de Gondar. Le village est situé dans la zone de Semien Gondar de la région Amhara.
Wolleka est le principal foyer des Beta Israel - les juifs éthiopiens. Bien que sa population ait décliné, le village est encore connu pour sa synagogue et sa poterie. Ce pourrait être le même village de Bet Israël que Samuel Gobat visita en 1830 ; bien qu'il ne cite pas le nom du village, d'après son récit le village qu'il visita était clairement assez proche de Gondar pour lui permettre de s'y rendre, de parler à plusieurs de ses habitants, puis de retourner à Gondar dans la journée.
L'Agence statistique centrale n'a pas publié d'estimation de sa population en 2005.